# No 22 (parfum)
No 22 est un parfum de Chanel créé en 1922 par Ernest Beaux pour Coco Chanel. 

## Histoire
Coco Chanel rencontre Ernest Beaux lors d'un séjour sur la Côte d'Azur. Elle a travaillé avec lui sur son parfum original, No 5 de Chanel, en 1921. L'année suivante, ils sortent Chanel No 22. Le parfum No 22 fait partie de la même série d’essais qu’Ernest Beaux présente à Coco Chanel lors de la création du No 5. Il s'agit donc d'une variation, parfois surnommée No 5 bis.
En 1924, Pierre Wertheimer devient l'associé de Coco Chanel pour la partie parfumerie et fonde Les Parfums Chanel.
Ralph Barton, le célèbre caricaturiste du magazine The New Yorker, considéré comme un dandy, aurait porté le parfum, selon John Updike. « Chanel No 22 est son parfum habituel. Son peignoir favori est d'une teinte de jade galant. »

## Description
Le No 22 contenait un aldéhyde, le 2-méthylundécanal, parmi un total de 80 ingrédients. Cet aldéhyde est un composé synthétique à la vague odeur d'orange. À l'époque, les ingrédients synthétiques n'étaient pas utilisés par les parfumeurs.
Les senteurs qui entrent dans la composition de Chanel No 22 sont :
- Notes de tête :
  - Majeure : aldéhyde
  - Mineure :  Jasmin, Tubéreuse

- Notes de cœur :
  - Majeure : ylang-ylang
  - Mineure : Rose

- Notes de fond :
  - Majeure : vétiver
  - Mineure : santal, vanille, encens[6]

C'est un parfum floral à l'ancienne et l'on dit qu'il a des notes de lilas. Chandler Burr, un critique des parfums,  a déclaré que « No 22 peut être difficile à apprécier immédiatement. »

## Actualité
Jacques Polge, le parfumeur moderne de Chanel, a publié un recueil intitulé Les Exclusifs en février 2007. Il comprend le parfum Chanel No 22 ; le flacon pulvérisateur de 200 ml du parfum a été vendue exclusivement dans les boutiques Chanel et chez Bergdorf Goodman à un prix de 175 $.  L'interprétation moderne, dit-on met moins l'accent sur la note de fond d'encens. Un « voile »,  une version plus légère, sans alcool, du parfum a été créée en 1996.